# LTT 1445
LTT 1445 – gwiazda w gwiazdozbiorze Erydanu. Znajduje się w odległości 22,4 roku świetlnego od Słońca. Jest to gwiazda potrójna, jedna z gwiazd systemu ma układ planetarny.

## Charakterystyka
LTT 1445 to hierarchiczny układ potrójny, który tworzą trzy czerwone karły, gwiazdy ciągu głównego o typie widmowym M. Tworzy go gwiazda LTT 1445A, składnik jaśniejszy w paśmie V, oraz ciasna para gwiazd LTT 1445B i C. Gwiazda A ma temperaturę około 3340 K i jasność 0,8% jasności Słońca. Jej obliczona masa to ok. 26% masy Słońca, a promień to 27% promienia Słońca. Dwie gwiazdy tworzące ciasną parę mają masy równe ok. 22% i 16% masy Słońca, i promienie odpowiednio ok. 24% i 20% promienia Słońca.

## Układ planetarny

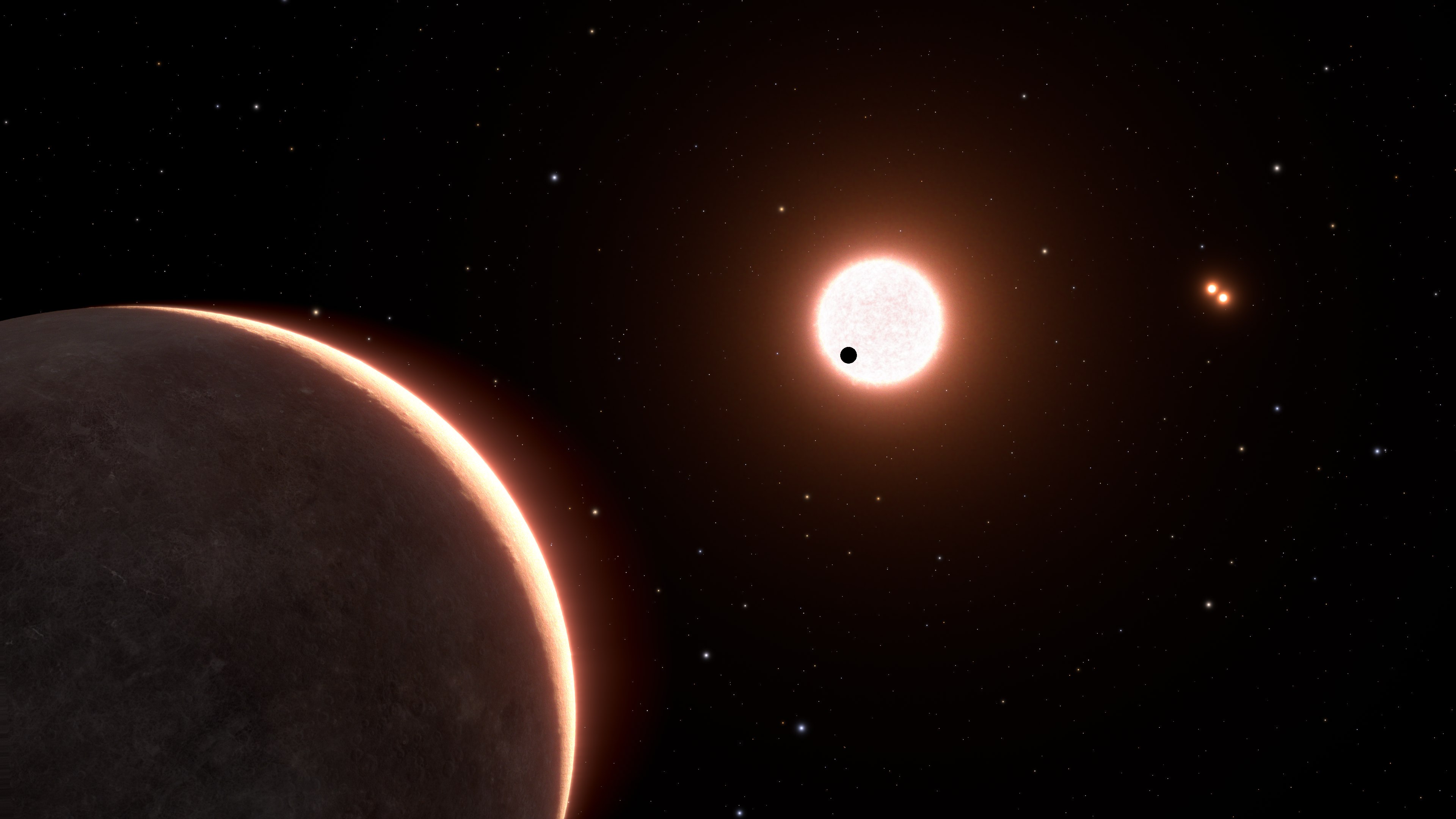
Wizja artystyczna układu

Gwiazda LTT 1445A ma układ planetarny, który tworzą trzy znane planety. Pierwsza z nich, LTT 1445A b, została wykryta w 2019 roku dzięki ułożeniu orbity pozwalającemu na obserwację tranzytów planety przed tarczą gwiazdy. W 2020 odkryto drugą tranzytującą planetę LTT 1445A c, a dzięki pomiarowi zmian prędkości radialnej gwiazdy określono masy obu globów. Wykryta została także trzecia, nietranzytująca planeta, która krąży blisko wewnętrznego skraju ekosfery układu.
Planeta LTT 1445A c była obserwowana przez teleskopy kosmiczne TESS i Hubble’a, co pozwoliło na precyzyjne wyznaczenie rozmiarów planety. Ma ona promień zaledwie o 7% większy niż Ziemia i masę o 37% większą. To silnie wskazuje, że jest to planeta skalista o składzie podobnym do Ziemi. Ze względu na znacznie ciaśniejszą orbitę, docierający do niej strumień promieniowania jest 11,7 razy wyższy.
| Towarzysz | Masa [M🜨]             | Promień [R🜨]       | Okres orbitalny [d]  | Półoś wielka [au] | Ekscentryczność  |
| c         | 1,37 ± 0,19           | 1,07 +0,10−0,07    | 3,123904 ± 3,6×10−5  | 0,0266 ± 0,0005   | 0,223 +0,0−0,223 |
| b         | 2,87 ± 0,26           | 1,305 +0,066−0,061 | 5,3587657 ± 4,3×10−6 | 0,03813 ± 0,0007  | 0,11 +0,0−0,11   |
| d         | 2,7 ± 0,7 (minimalna) | –                  | 24,29 +0,05−0,03     | 0,09 ± 0,02       | 0,26 ± 0,14      |